# Züricher Novellen
Die Züricher Novellen ist der Titel eines 1877 in Buchform bei Göschen publizierten Novellenzyklus von Gottfried Keller. Die drei Novellen des ersten Bandes sind durch einen Erzählrahmen verknüpft, der selbst eine Novelle ist.
In jeder Novelle greift der Autor eine historische Situation in Zürich und Umgebung auf, in die er seine fiktive Handlung einbezieht: 
Die Geschichte der Familie Manesse, ihrer Burg Manegg und der Minnesänger-Liederhandschrift im Spätmittelalter (Hadlaub, Der Narr auf Manegg), die Religionskriege während der Reformationszeit im 16. Jh. (Ursula), die Geschichte des Landvogts von Greifensee Salomon Landolt (18. Jh.) und ein Schützenfest nach der Gründung des modernen Schweizer Bundesstaates Mitte des 19. Jhs. (Das Fähnlein der sieben Aufrechten).

## Aufbau
- Erster Band:
  - Hadlaub
  - Der Narr auf Manegg
  - Der Landvogt von Greifensee
- Zweiter Band:
  - Das Fähnlein der sieben Aufrechten
  - Ursula

## Entstehung
Die Novellen Hadlaub, Der Narr auf Manegg und Der Landvogt von Greifensee erschienen zwischen November 1876 und April 1877 als Vorabdruck in der Zeitschrift Deutsche Rundschau und bildeten den ersten Band der 1877 erschienenen Züricher Novellen. Der zweite Band enthielt das schon 17 Jahre zuvor erstmals veröffentlichte Fähnlein der sieben Aufrechten sowie als Neuerscheinung die Schlussnovelle Ursula. Der Zyklus wurde in den Gesammelten Werken von 1889 in einem Band vereinigt.
Nach dem Erscheinen von Die Leute von Seldwyla erklärte Keller 1856, nun »einen anderen Ton anschlagen« zu wollen. Agierten die Seldwyler noch vor einer fiktiven Schweizer Landschaft, werden die Züricher nun auf einen historischen Hintergrund gebracht. So finden sich die manessische Liederhandschrift in Hadlaub wieder, die Burgruine Manegg in Der Narr auf Manegg; die Täufer sind in Ursula verarbeitet. Auch steht eine »didaktische Absicht« (421) nun deutlicher im Vordergrund – wie es schon die Rahmennovelle um Herrn Jacques vorbringt und am deutlichsten Das Fähnlein der sieben Aufrechten ausführt.

## Rahmennovelle
Die Rahmennovelle bindet in der Erzählung eines alten Onkels, der seinem gelehrigen Neffen die alte (bessere) Zeit veranschaulichen will, die ersten drei Novellen aneinander. 
Der heranwachsende Jacques, der Ende der 1820er Jahre in Zürich lebt, ist beschäftigt mit dem Gedanken, wie er ein »Original«, den Vorfahren gleich, in seiner Zeit werden könne. Da trifft er auf einer besinnlichen Wanderung seinen Onkel in einer Gruppe von Constafflern, die gerade ihr jährliches Mörserschiessen feiern. Der Onkel, der die Bedrückung des Jungen erahnt, widmet ihm sogleich und fortan immer wieder etwas Zeit, um ihm Geschichten aus dem alten Zürich zu erzählen und die wahren »Originalmenschen« von den Nachahmern und Angebern zu scheiden. Der »Turm der Manessen« (23), in dem mittlerweile »die Spinnen und Fledermäuse auf dem dunklen Estrichen« hausen und »der Metzger […] seine Felle« (24) trocknet oder »ein einsamer Schuster im hohen Gemach« hämmert, bilden Anlass für die erste der Novellen.